# نیو پاین کریک (اورگن)
نیو پاین کریک (به انگلیسی: New Pine Creek) یک منطقهٔ مسکونی در ایالات متحده آمریکا است که در شهرستان لیک، اورگن واقع شده‌است. نیو پاین کریک ۱٬۴۷۵٫۸۶ متر بالاتر از سطح دریا واقع شده‌است.